# 吴长江 (画家)
吴长江（1954年—），男，天津人，中华人民共和国画家，中国美术家协会分党组书记、常务副主席，中央美术学院教授，中国人民大学艺术学院名誉院长。